# 大眼魚龍屬
大眼魚龍屬（意為“眼睛蜥蜴”）又稱巨眼魚龍、蛇嘴魚龍，是種生存在侏羅紀中到晚期的魚龍類，以其特大的眼睛而聞名，大眼魚龍主要的化石發現於歐洲、北美洲與阿根廷；因為發現的化石數量非常之多，所以大眾對一般“魚龍”一詞的刻板印象非但不是“魚龍屬”、也不是擁有各類魚龍的“魚龍超目”，而是本屬——大眼魚龍。大眼魚龍的嘴部幾乎沒有牙齒，是為了捕食魷魚、菊石、鸚鵡螺等頭足類而適應的結果，牠們擁有海豚形狀的優美外形，身長6公尺，生態位和吃頭足類的習性也和現代海豚如出一轍。

## 發現與種

大眼魚龍與人類的體型相比

大眼魚龍的可能次異名有：Baptanodon、Mollesaurus、副大眼魚龍（Paraophthalmosaurus）、Undorosaurus、以及Yasykovia。在大眼魚龍科中，大眼魚龍的最近親是海岸龍。

## 古生物學
如同其他魚龍類，大眼魚龍以尾巴先出的方式產下幼年體，尾巴先出是避免淹死幼年體。已在超過50個化石遺骸裡發現未孵化的幼年體，幼年體數量從2到11個不等。
大眼魚龍的身體呈淚滴形，尾鰭呈半月形。牠的前肢較後肢發展良好，這顯示當尾巴推進時，前鰭狀肢充當舵用。大眼魚龍的眼睛直徑長達4吋，與身體相比相當大。眼睛佔了幾乎頭顱骨所有的空間，並由鞏膜骨環保護，可協助眼睛在深水中維持形狀。
眼睛的大小以及鞏膜骨環，顯示大眼魚龍在光線微弱的深水中獵食，或者顯示牠們在夜間獵食，獵物晚間較為活耀。
研究顯示大眼魚龍可潛入水中長達接近20分鐘，甚至更久。大眼魚龍游泳的速度已被證實可達2.5m/s，甚至更快，但更保守的估計是1m/s。一隻大眼魚龍可以在20分鐘內，潛入600公尺水中然後回到水面。
大眼魚龍的化石關節有減壓症的跡象，Andrew Parker認為這可能是牠們滅亡的原因。

## 大眾文化
- 大眼魚龍出現在BBC《與恐龍共舞》（Walking with Dinosaurs）電視節目第三輯，一隻雄性大眼魚龍是該輯主角之一。
- 《歷險小恐龍09重返大海》（The Land Before Time Journey To Big Water）出現一隻名為"Mo"的大眼魚龍。

## 外部連結
- 大眼魚龍 Enchanted Learning（页面存档备份，存于）
- 與恐龍共舞：大眼魚龍